# Clitiga rarissima
Clitiga rarissima là một loài tò vò trong họ Ichneumonidae.